# Marovato (Androy)
Marovato is een plaats en commune in het zuiden van Madagaskar, behorend tot het district Tsihombe, dat gelegen is in de regio Androy. Tijdens een volkstelling in 2001 telde de plaats 13.161 inwoners.
De plaats biedt enkel lager onderwijs en beperkt middelbaar onderwijs aan. 48% van de bevolking werkt als landbouwer, 40% houdt zich bezig met veeteelt en 10% verdient zijn brood als visser. De meest belangrijke landbouwproducten zijn mais en linzen; overige belangrijke producten zijn bonen en zoete aardappelen. Verder is 2% actief in de dienstensector.